# Heteronyx randalli
Heteronyx randalli är en skalbaggsart som beskrevs av Blackburn 1890. Heteronyx randalli ingår i släktet Heteronyx och familjen Melolonthidae. Inga underarter finns listade i Catalogue of Life.